# Kati Piri
Pour les articles homonymes, voir Piri.
Cet article possède un paronyme, voir Katy Perry.
Kati Piri, née le 8 avril 1979 à Celldömölk (Hongrie), est une femme politique néerlandaise d'origine hongroise, membre du Parti travailliste (PvdA) et représentante à la Seconde Chambre des États généraux depuis le 31 mars 2021. Elle est auparavant députée européenne du 1er juillet 2014 au 30 mars 2021 au sein de l'Alliance progressiste des socialistes et démocrates.

## Biographie

### Jeunesse et études
Kati Piri naît en Hongrie et immigre avec ses parents aux Pays-Bas, qui s'installent dans la ville d'Utrecht. Elle apprend le néerlandais dès l'âge de quatre ans à l'école, ses parents parlant hongrois à la maison. Elle fréquente le lycée chrétien de la ville (Christelijk Gymnasium) entre 1991 et 1997 avant d'entreprendre des études de pédagogie entre 1998 et 2000 à l'université de Groningue. En 2007, elle est diplômée en relations internationales.

### Premiers engagements politiques
Entre 2006 et 2008, Kati Piri travaille pour le groupe du Parti socialiste européen. Par la suite, elle assiste la délégation du Parti travailliste au Parlement européen, étant conseillère en politique étrangère, défense et droits de l'homme.
En 2011, elle travaille pendant quelques mois pour la fondation Wiardi Beckman, un groupe de réflexion néerlandais lié au Parti travailliste. Plus tard la même année, elle intègre l'Institut néerlandais pour la démocratie multipartite (Nederlands Instituut voor Meerpartijendemocratie, NIMD) et étudie la région du Caucase, notamment la Moldavie.

### Parlement européen
Lors des élections européennes de 2014, elle figure en troisième place sur la liste du Parti travailliste après Paul Tang et Agnes Jongerius et est élue députée européenne.
Au cours de la 8e législature du Parlement européen, elle est rapporteur sur la Turquie, étant ainsi chargée d'écrire annuellement un rapport sur l'état de la procédure d'adhésion de la Turquie à l'Union européenne. En novembre 2016, elle estime que la procédure doit être gelée du fait des purges suivant la tentative de coup d'État de 2016. La Turquie demande alors que Piri soit remplacée dans son rôle de rapporteur, après des critiques de plus en plus virulentes de sa part envers le régime turc. Outre cela, elle se concentre sur les questions de migration, droits de l'homme, droit d'asile et corruption en Europe de l'Est. Elle mène notamment une action contre la corruption de la douane bulgare qui aboutit à des sanctions envers les fonctionnaires reconnus coupables. En 2017, Politico Europe la désigne 11e députée européenne la plus influente de la 8e législature, sur un total de 751 élus.
En 2018, Kati Piri se rend à Casablanca avec la parlementaire néerlandaise et ancienne ministre Lilianne Ploumen, dans l'ambition de voyager vers le Rif afin de constater la situation humanitaire dans la région. Selon Piri et Ploumen, les autorités marocaines s'opposent à l'idée et empêchent leur venue au Rif. Elles entreprennent toutefois le voyage vers Rabat puis Fès, avant d'être obligées à rentrer aux Pays-Bas. Le gouvernement du Maroc affirme par la suite qu'elles sont les bienvenues au Rif et qu'il n'est pas de son intention d'obstruer une visite en vue d'un examen, ce qu'il ne fait pas lorsqu'elles sont sur place ; l'ambassadeur des Pays-Bas au Maroc confirme la version de Piri et Ploumen, assurant qu'il est également notifié de l'interdiction de visite lors de la venue des deux femmes.

### Seconde Chambre
Lors des élections législatives néerlandaises de 2021, Kati Piri occupe la cinquième place de la liste travailliste menée par Lilianne Ploumen. Elle est ainsi élue représentante à la Seconde Chambre des États généraux. Elle est réélue en 2023.